# Снігова (печера)
Снігова — печера на Західному Кавказі, що є третьою за глибиною печерою у світі (-1760 м) і вважається найскладнішою на території колишнього СРСР і найскладнішою безсифонною печерою світу. Розташована в одному з відрогів Бзибського хребта в товщі рифогенних юрських вапняків.

## Опис печери
Глибина печери — 1760 м, сумарна довжина ходів близько 32 км. У Великому залі (глибини −120-160 м від поверхні) — найбільший підземний сніжник на території ex-USSR — сніжний конус, висота якого періодично змінювалася в різні роки від 25 м (по зйомках 1971-74 рр.), до максимально можливої висоти 60 м (спостереження 2002—2005 рр.). Обсяг снігу і фірну при цьому змінювався від 50 до 96 тис. м³ відповідно. У донній частині розташовані Тронний зал і зал Ікс — найбільші підземні зали в Абхазії. Їх габарити: Тронний зал — 309 м на 109 м при висоті стелі до 40 м; зал Х — 250 м на 70 м при висоті стелі до 50 м. Інші великі зали: Університетський, Анфілада (насправді три суміжних зали під однією назвою), зали Надії, Перемоги, дольмени, Очікування, Грем'ячий, зали Глиняний Завал, Іган, Пенелопи, Космос. Всі перераховані зали, крім Великого та Університетського, приурочені до печерної річки, будучи за генезисом надрусловими обвалами. По дорозі від верхів'їв, підземна річка приймає великі притоки (витрати до 10-15 л/с в межінь): Невський струмок, Новий струмок, струмки Заячий, Омани, Грем'ячий струмок (падає зі стелі залу водоспадом). У донній частині печера виводить до найбільшої притоки Снігової річки — Нової (Тетяниної) річки (дебіт оцінюється як третина від дебіту головного русла). Однак, місце з'єднання цих двох річок поки не відкрито. Три великих підземних водоспади на річці: Іркутський (висота двох колін водоспаду 45 м), Рекордний (25 м) і Олімпійський (32 м). Великі колодязі в печері: колодязь «7 Секунд» (глибина −270 м), колодязь «Струмок Орєшкова» (глибина −185 м), Великий колодязь (гл. 165 м). Однак, навіть «7 секунд» за глибиною поступається криниці в печері Абац (західна частина Бзибського хребта, глибина колодязя −410 м). Гігантський глибовий обвал в донній частині — завал Метробуду висотою 127 м. Відомий також безіменний обвал на стику печер Снігова і Меженого, також висотою понад 100 м. Більша частина маршруту до донної частини проходить по підземній річці (довжина понад 7 км, витрата води в межінь від 50 л/с у верхів'ях, до 200 л/с в донній частині). Під час паводків вода в руслі піднімається місцями на десятки метрів. Шлях до дна через нижній вхід займає 10-12 днів. Інші цікаві місця в печері: Алмазна галерея — бічний хід печери на глибині −750 м, протягом 100 м покритий великими гіпсовими кристалами. Квітковий хід — прохід у глибовому завалі, покритий білими кристалами.

## Історія дослідження
Печера знайдена 9 серпня 1971 р. (спелеологи Т. Гужва і В. Глєбов) і досліджена до глибини 720 м спелеоклубом МДУ (кер. М. Звєрєв) в 1971—1972 рр. Глибина збільшена до −1335 м експедиціями 1977—1981 рр. (Керівники А. Морозов, Д. Усіков, Т. Немченко). У 1983 зр. 'єднана з печерою ім. С. Меженного (експедиція ЛСС В. Демченко, О. Демченко, Л. Спіридонов). Сумарна глибина системи досягла −1370 м. У 2005—2007 рр. в результаті трьох експедицій з'єднана з печерою Ілюзія (кер. А. Шелепін). Сумарна амплітуда системи склала 1753 м. Експедиція грудня 2008 (кер. А. Дегтярьов і Ю. Євдокимов) відкрила в донній частині печери Тронний зал, хід «Петин меандр» і озеро Морозова, збільшивши довжину печери на 750 м. Січень 2011 р. — занурення в озеро Морозова (підводник Д. Ходикін, кер. експ. — О. Шувалов), яке збільшило глибину печери до −1760 м.

## Географічне положення
Три її входи знаходяться на висотах 1971, 2015 і 2389 м над рівнем моря на схилах г. Хіпста, за 10 км на північ від села Дуріпш Гудаутського р-ну Абхазії. З плато відкривається вид на Чорноморське узбережжі Кавказу від Нового Афону до мису Піцунда.
До печери можна пройти по 15-кілометровій скотарській стежці від абхазького села Дуріпш. Частина стежки йде по віковому буковому лісі, далі по гірських луках.